# Молодищево
Молодищево — деревня в Шекснинском районе Вологодской области.
Входит в состав сельского поселения Любомировского, с точки зрения административно-территориального деления — в Любомировский сельсовет.
Расстояние по автодороге до районного центра Шексны — 36 км, до центра муниципального образования Любомирово — 3,6 км. Ближайшие населённые пункты — Боярово, Давыдово, Курьяково.
По переписи 2002 года население — 9 человек.